# 流通元町
流通元町（りゅうつうもとまち）は静岡県浜松市中央区の町名。丁番を持たない単独町名である。住居表示実施済。

## 地理
浜松市中央区の東部に位置する。東で白鳥町、西で下石田町、南で松小池町、北で上石田町と接する。東名高速道路浜松インターチェンジの南に位置する。物流拠点が集積していることが特徴。

### 河川
- 松小池川

### 学区
小学校・中学校の学区は以下の通りである。
- 浜松市立与進小学校
- 浜松市立与進中学校

## 歴史

### 沿革
- 1889年（明治22年）4月1日 - 町村制の施行により、長上郡下石田村が周辺の村と合併して長上郡天王村となる[WEB 8]。旧村名は天王村の大字として残る[書籍 1]。また、長上郡上石田村が周辺の村と合併して長上郡市野村となる[WEB 8]。旧村名は市野村の大字として残る。さらに、豊田郡白鳥村・富田村・松小池村・大明神村が周辺の村と合併して豊田郡中ノ町村となる[WEB 8]。旧村名は中ノ町村の大字として残る[書籍 1]。その他、豊田郡貴平村が周辺の村と合併し、豊西村となる[WEB 8]。旧村名は豊西村の大字として残る[書籍 1]。
- 1896年（明治29年）4月1日 - 郡制の施行により、天王村・市野村・中ノ町村・豊西村の所属郡が浜名郡に変更となる。
- 1927年（昭和2年）2月1日 – 天王村と市野村が合併し、長上村となる。
- 1951年（昭和26年）4月1日 - 豊西村が笠井町と新設合併し、笠井町となる。
- 1954年（昭和29年）3月31日 – 長上村、中ノ町村及び笠井町が浜松市に編入される。
- 1955年（昭和30年）
  - 大字松小池が大字大明神の一部を編入するとともに、町名を松小池町に変更する[書籍 2]。また、大字白鳥が白鳥町に町名変更するとともに、大字富田を編入する[書籍 3]。
  - 10月20日 - 大字貴平が貴平町に住所表記を変更する[書籍 4]。
- 1969年（昭和44年）2月1日 - 東名高速道路の静岡IC～岡崎IC間が開通し、浜松ICが併用開始する。
- 1971年（昭和46年）11月2日 - 浜松市総合産業展示館が開館する。
- 1973年（昭和48年）4月1日 - 住居表示の実施に伴い、上石田町・下石田町・松小池町・貴平町・白鳥町の各一部を合わせて流通元町を新設[WEB 6]。
- 2007年（平成19年）4月1日 - 浜松市が政令指定都市となる。流通元町は東区の一部となる。浜松市東区役所がオープンする。
- 2011年（平成23年）1月6日 - 浜松市総合産業展示館北館1階に浜松市立流通元町図書館が開設される[WEB 9]。
- 2024年（令和6年）1月1日 - 浜松市の行政区再編により、流通元町は中央区の一部となる。浜松市東区役所は浜松市東行政センターに名称変更する。

## 施設
- 浜松市東行政センター（旧東区役所）
- 浜松市総合産業展示館
- 浜松市立流通元町図書館
- 東名高速道路浜松インターチェンジ・浜松料金所
- 名古屋税関清水税関支署浜松出張所
- 国土交通省中部運輸局静岡運輸支局浜松自動車検査登録事務所
- 静岡県警察高速道路交通警察隊浜松分駐隊
- 静岡県内陸コンテナ基地
- 日本海事検定協会浜松事務所
- 静岡県自動車会議所浜松事務所
- 遠鉄石油 本社
- 名鉄NX運輸浜松支店
- 鈴与浜松支店
- トナミ運輸浜松支店
- 天野回漕店浜松支店
- 平和みらい東名倉庫
- 葵ロジスティクス浜松営業所
- 浜松トラックステーション
- apollostation浜松インター136SS（英和エネルギーが運営）
- ローソン浜松流通元町店

## 交通

### バス
- 遠鉄バス 78蒲線：（浜松駅 方面 - ）産業展示館（ - 笠井上町 方面）

### 道路
- 東名高速道路
- 静岡県道65号浜松環状線
- 静岡県道261号磐田細江線（姫街道）

## その他

### 警察
警察の管轄区域は以下の通りである。
| 番・番地等 | 警察署       | 交番・駐在所 |
| ---------- | ------------ | ------------ |
| 全域       | 浜松東警察署 | 長上交番     |

### 消防
消防の管轄区域は以下の通りである。
| 番・番地等 | 消防署   | 本署/出張所  |
| ---------- | -------- | ------------ |
| 全域       | 東消防署 | 上石田出張所 |

### 書籍
1. 1 2 3  『浜松市史 三』浜松市役所、1980年3月26日、176頁。
2. ↑  『わがまち文化誌 天竜川と東海道 -浜松の東玄関-』浜松市天竜公民館、1994年2月26日、27頁。
3. ↑  『わがまち文化誌 天竜川と東海道 -浜松の東玄関-』浜松市天竜公民館、1994年2月26日、28頁。
4. ↑  『わがまち文化誌 笠井』浜松市笠井公民館、1993年10月29日、43頁。

### WEB
1. ↑  “h02_22.csv”.   総務省 (2022年2月10日). 2024年6月28日閲覧。
2. ↑  “chuouku_menseki.xlsx”.   浜松市 (2024年3月12日). 2024年6月28日閲覧。
3. ↑  “静岡県 浜松市中央区 流通元町の郵便番号 - 日本郵便”.   日本郵便. 2025年2月15日閲覧。
4. ↑  “市外局番の一覧”.   総務省 (2022年3月1日). 2024年6月28日閲覧。
5. ↑  “事業所案内及び管轄地域（事務所3件、分室3件）”.   一般社団法人静岡県自動車会議所. 2024年6月28日閲覧。
6. 1 2  “zissiitiran1.pdf”.   浜松市 (2024年1月4日). 2024年6月28日閲覧。
7. ↑  “学校名から探す／浜松市”.   浜松市 (2024年1月1日). 2024年6月28日閲覧。
8. 1 2 3 4  “historyofcities.pdf”.   静岡県総務部合併推進室・財団法人静岡県市町村振興協会. 2024年9月24日閲覧。
9. ↑  “図書館のあゆみ｜浜松市立図書館｜浜松市”.   浜松市. 2024年9月24日閲覧。
10. ↑  “長上交番｜静岡県警察”.   静岡県警察 (2024年6月18日). 2024年6月28日閲覧。
11. ↑  “消防署の町別管轄「り」／浜松市”.   浜松市 (2023年4月3日). 2024年6月28日閲覧。